# Brevolidia aequalis
Brevolidia aequalis är en insektsart som beskrevs av Nielson 1982. Brevolidia aequalis ingår i släktet Brevolidia och familjen dvärgstritar. Inga underarter finns listade i Catalogue of Life.